# Irina Martynova
Irina Martynova (en russe : Ирина Мартынова) est une joueuse de volley-ball russe née le 29 novembre 1987. Elle mesure 1,83 m et joue au poste d'attaquante. 

## Clubs
| Club                   | De        | À         |
| ---------------------- | --------- | --------- |
| CSKA Moscou            | 2002-2003 | 2003-2004 |
| RSCU Moscou            | 2004-2005 | 2004-2005 |
| Moslift Moscou         | 2006-2007 | 2006-2007 |
| Loutch Moscou          | 2007-2008 | 2010-2011 |
| VK Voronej             | 2011-2012 | 2012-2013 |
| Severstal Tcherepovets | 2013-2014 | 2013-2014 |
| VK Severianka          | 2014-2015 | …         |